# Jay Gould
Jason "Jay" Gould (Roxbury, Nueva York; 27 de mayo de 1836 - Nueva York, 2 de diciembre de 1892) fue un inversionista, industrial, financiero y magnate estadounidense. 
Se destacó como uno de los principales promotores del ferrocarril en los Estados Unidos, llegando a controlar la mayor parte del negocio durante la Edad Dorada de la industria en ese país, y cuyo éxito le llevó a ser uno de los hombres más ricos de su época, siendo dueño de las redes Union Pacific y Kansas Pacific, entre otras. Formó parte del grupo de empresarios conocido como «barones ladrones», al igual que John D. Rockefeller y J. P Morgan.  
A menudo se lo acusa de haber ejercido inescrupulosamente prácticas monopólicas, especulativas y de lobby. Sin embargo, algunos historiadores modernos como Walter R. Borneman y Maury Klein, trabajando con fuentes originales, han matizado esta imagen tan negativa propia de la bibliografía de la época.

## Primeros años
Era hijo de John Burr Gould (1792-1866) y de Mary More (1798-1841). Su abuelo materno, Alexander T. More, fue un hábil hombre de negocios, y su bisabuelo, John More, inmigrante escocés, había fundado la ciudad de Moresville.
Estudió en escuelas locales y en la Academia de la localidad de Hobart (Nueva York).
Siendo un muchacho, decidió que no quería tener nada que ver con el cultivo de la granja familiar, así que su padre lo mandó fuera de casa a una escuela cercana con 50 centavos y un saco de ropa.

## Carrera temprana

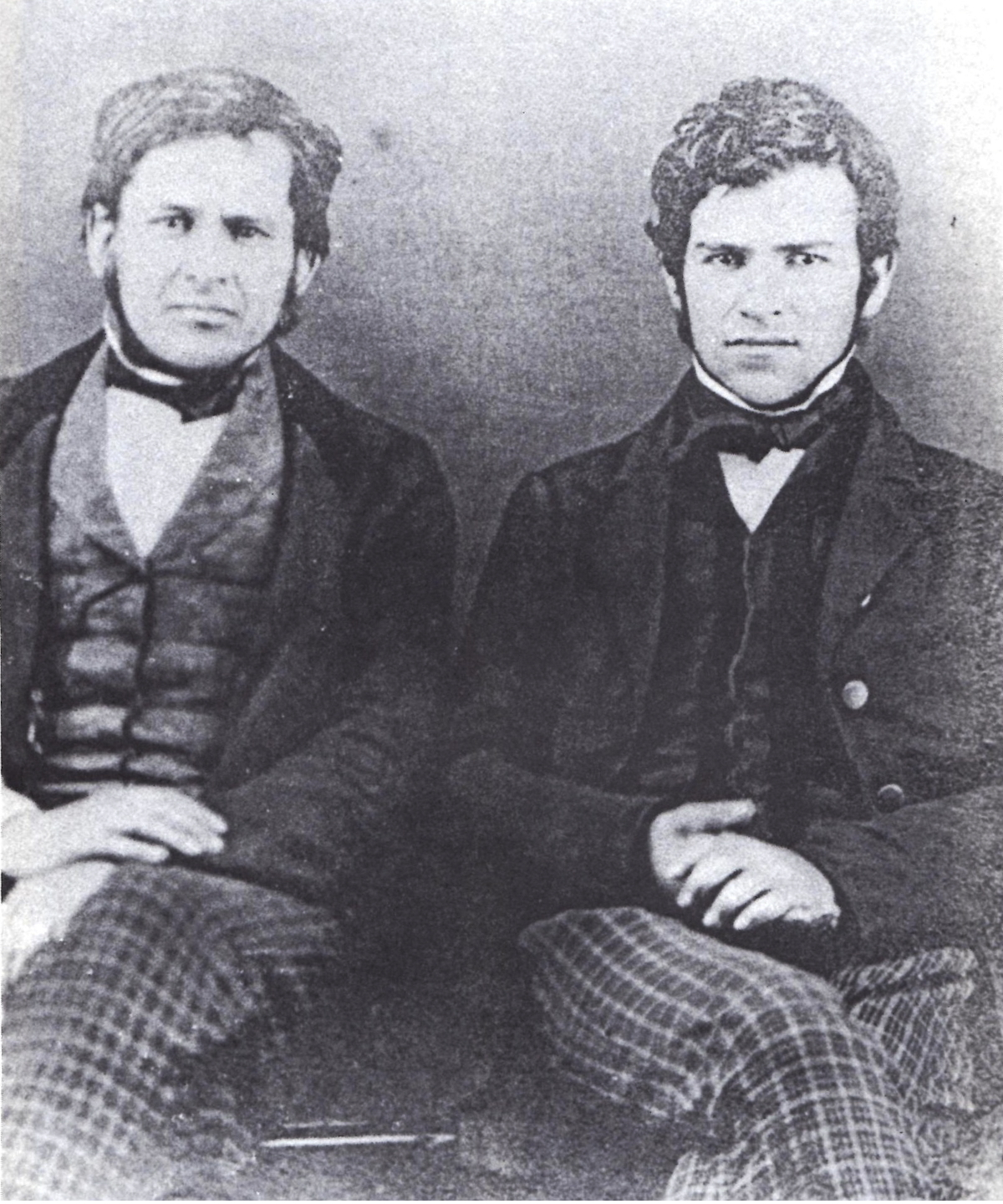
Jay Gould (derecha) en 1855

Su primer trabajo fue como tenedor de libros de un herrero. Un año más tarde el herrero le ofreció participar en la mitad del negocio de herrería, que Gould vendió a su padre a comienzos de 1854. Se dedicó a estudiar por su cuenta, especialmente agrimensura y matemáticas. En 1854, realizó mediciones topográficas y creó mapas del Condado de Ulster en el área de Nueva York. En 1856 publicó "History of Delaware County, and Border Wars of New York" (Historia del Condado de Delaware, y Guerras de Frontera de Nueva York), al que había dedicado varios años de trabajo.

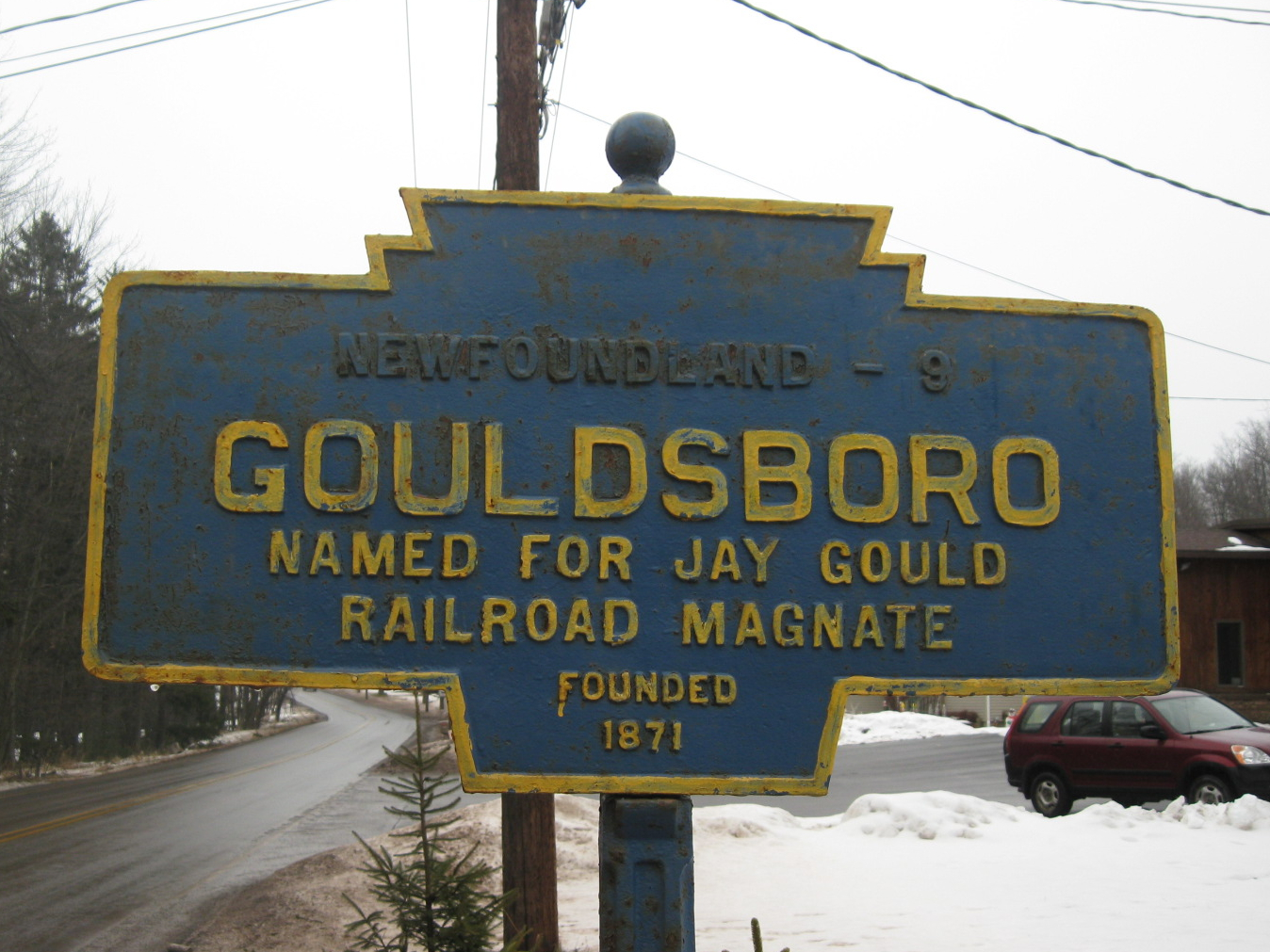
Placa en la localidad de Gouldsboro, nombrada en memoria de Jay Gould.

En 1856, Gould formó una sociedad con Zadock Pratt para crear un negocio de curtido de pieles en Pensilvania, situado en el lugar que posteriormente sería conocido como la localidad de Gouldsboro (Pensilvania). Finalmente, compró su parte a Pratt, quien se retiró del negocio. En 1856, Gould fundó otra sociedad con Charles Mortimer Leupp, un yerno de Gideon Lee, uno de los mercaderes de cuero principales en los Estados Unidos de aquella época. Leupp y Gould fue una sociedad rentable hasta el Pánico de 1857. Leupp perdió todo su dinero, mientras que Gould aprovechó la oportunidad de la depreciación del valor de terrenos e inmuebles, y se hizo con las propiedades de la sociedad.
Tras la muerte de Charles Leupp, la propiedad de la Gouldsboro Tannery  fue objeto de disputas. El cuñado de Leupp, David W. Lee, quien también era socio en Leupp y Gould, tomó por la fuerza el control del negocio, argumentando que Gould había engañado a las familias Leupp y Lee durante la ruina de la compañía. Posteriormente, Gould volvió a recuperar la posesión física del negocio, pero finalmente fue forzado a vender sus participaciones en la empresa al hermano de Lee.

## Inversor ferroviario
En 1859 Gould comenzó a especular invirtiendo en la compra de derechos de pequeñas compañías de ferrocarriles. Su suegro, Daniel S. Miller, era partidario de introducir a alguien más joven en sus negocios, cuando sugirió a Gould que le ayudara a salvar su inversión en el Ferrocarril de Rutland y Washington durante el Pánico de 1857. Gould adquirió numerosas acciones a 10 centavos, lo que le proporcionó el control de la compañía. En los años de la Guerra de Secesión, continuó especulando con derechos del ferrocarril en la Ciudad de Nueva York. En 1863 fue nombrado director del Ferrocarril Rensselaer y Saratoga.
El ferrocarril Erie Railroad padeció problemas financieros durante la década de 1850, a pesar de recibir préstamos de los financieros Cornelius Vanderbilt y Daniel Drew. Entró en suspensión de pagos en 1859, y fue reorganizado como Erie Railway. Jay Gould, Drew y James Fisk se enzarzaron en una serie de manipulaciones de las acciones (conocidas como la "Erie War", la Guerra del Erie), con el resultado de que en el verano de 1868, Drew, Fisk, y Vanderbilt perdieron el control del Erie, mientras que Gould se convirtió en su presidente.

## Manejos políticos
Fue en este mismo periodo cuando Gould y Fisk empezaron su relación con el Tammany Hall, la sede del poder político del Partido Demócrata en la Ciudad de Nueva York. Nombraron al senador por Nueva York, el "Boss" William M. Tweed, director del Ferrocarril del Erie, y a cambio, Tweed promulgó una legislación favorable, redactada a la medida de Gould y Fisk. Tweed y Gould se convirtieron en tema habitual de los dibujos satíricos políticos de Thomas Nast en 1869. En octubre de 1871, cuando Tweed fue detenido bajo fianza de un millón de dólares, Gould fue el principal avalista.

## Viernes Negro
En agosto de 1869, Gould y Fisk empezaron a comprar oro, en un intento de acaparar el mercado, esperando que el aumento en el precio del oro aumentaría el precio del trigo, de forma que los agricultores del occidente del país venderían en masa sus cosechas, provocando una gran demanda de transporte hacia la costa este, lo que aumentaría el volumen de negocio de carga para el Ferrocarril del Erie. Durante este tiempo, Gould utilizó sus contactos con Abel Corbin, cuñado del Presidente Ulysses S. Grant para intentar influir en el presidente y en su Secretario General, Horace Porter. 

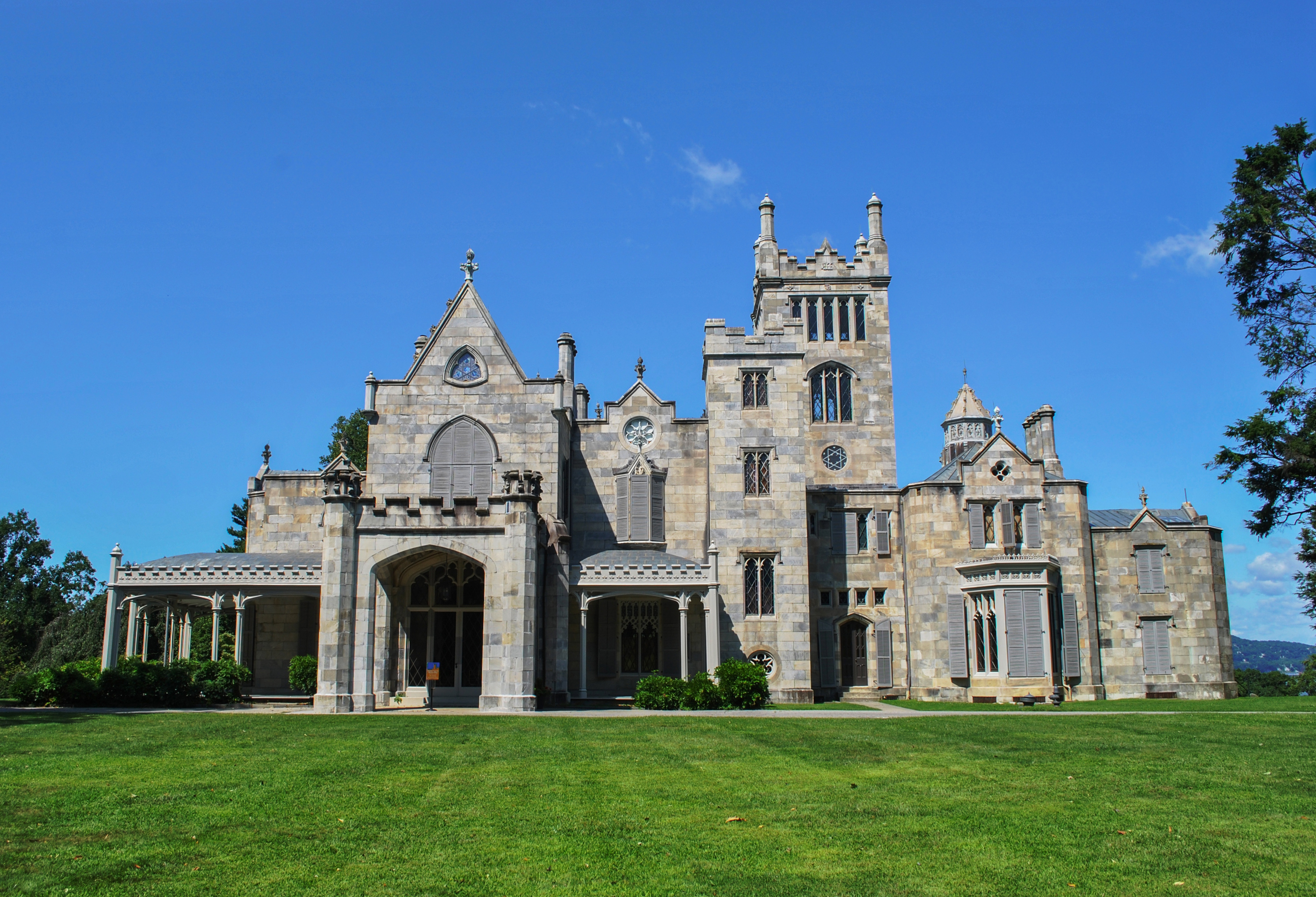
"Lyndhurst", residencia de Jay Gould en Nueva York.

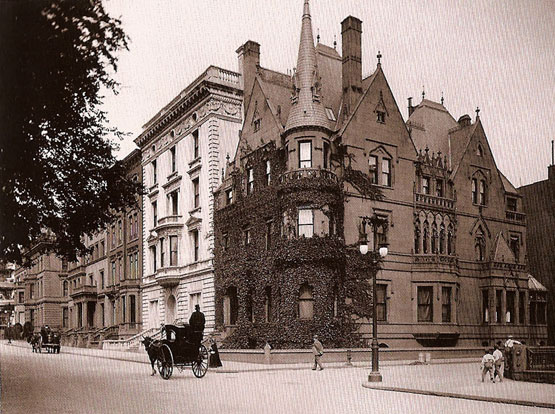
Residencia de la familia Gould en Manhattan, esquina de Quinta Avenida y Calle 67.

Estas especulaciones en el mercado del oro culminaron en el pánico del Viernes Negro, el 24 de septiembre de 1869, en el que la variacíón sobre el valor nominal de la moneda de oro estadounidense, el Águila Doble, cayó ese mismo día del 62 por ciento al 35 por ciento. Gould consiguió un pequeño beneficio de esta operación, pero lo perdió en los pleitos subsiguientes, ganándose la dudosa reputación en la prensa de ser una figura todopoderosa y sin escrúpulos, capaz de hacer subir y bajar los mercados a su antojo.

## Lord Gordon Gordon

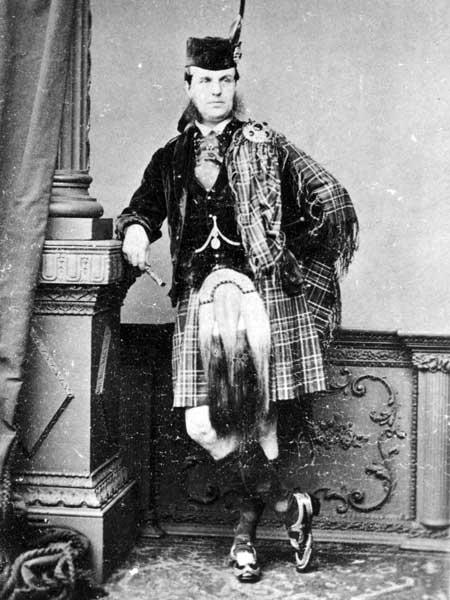
Lord Gordon Gordon

En 1873, se vio en la necesidad de afianzar su control sobre el Ferrocarril del Erie, amenazado por las inversiones extranjeras dirigidas por Lord Gordon Gordon, de quien Gould pensaba que era primo de los miembros de la rica familia Campbell, dedicados a la compra de tierras para inmigrantes. Para ello, sobornó a Gordon Gordon con un millón de dólares en acciones de la compañía. Gordon Gordon, que era un impostor, vendió las acciones inmediatamente. Gould demandó a Gordon Gordon, y el caso fue a juicio en marzo de 1873. Ya en los tribunales, Gordon Gordon dio los nombres de los inversores europeos a los que aseguraba representar, quedando libre bajo fianza mientras las referencias que había dado eran comprobadas. Huyó a Canadá, donde convenció a las autoridades de que los cargos en su contra eran falsos.
Tras fracasar en sus intentos de convencer o de forzar a las autoridades canadienses para que entregasen a Gordon Gordon, Gould y sus socios (entre los que se incluían tres futuros miembros del Congreso: Loren Fletcher, John Gilfillan, y Eugene McLanahan Wilson) intentaron secuestrarle. Capturaron a Gordon Gordon, pero fueron detenidos por la policía montada canadiense antes de cruzar la frontera con los Estados Unidos. Los secuestradores fueron enviados a prisión sin fianza. Esto provocó un incidente internacional entre los Estados Unidos y Canadá. Al enterarse de que se había denegado la fianza para los secuestradores, el Gobernador de Minnesota, Horacio Austin, exigió su devolución inmediata; y puso la milicia local en estado de alerta. Miles de voluntarios de Minnesota se prepararon para una invasión militar de Canadá en toda regla. Después de una serie de negociaciones, las autoridades canadienses liberaron a los secuestradores bajo fianza. El incidente hizo perder a Gould el control del Ferrocarril del Erie.

### Ferrocarriles del oeste

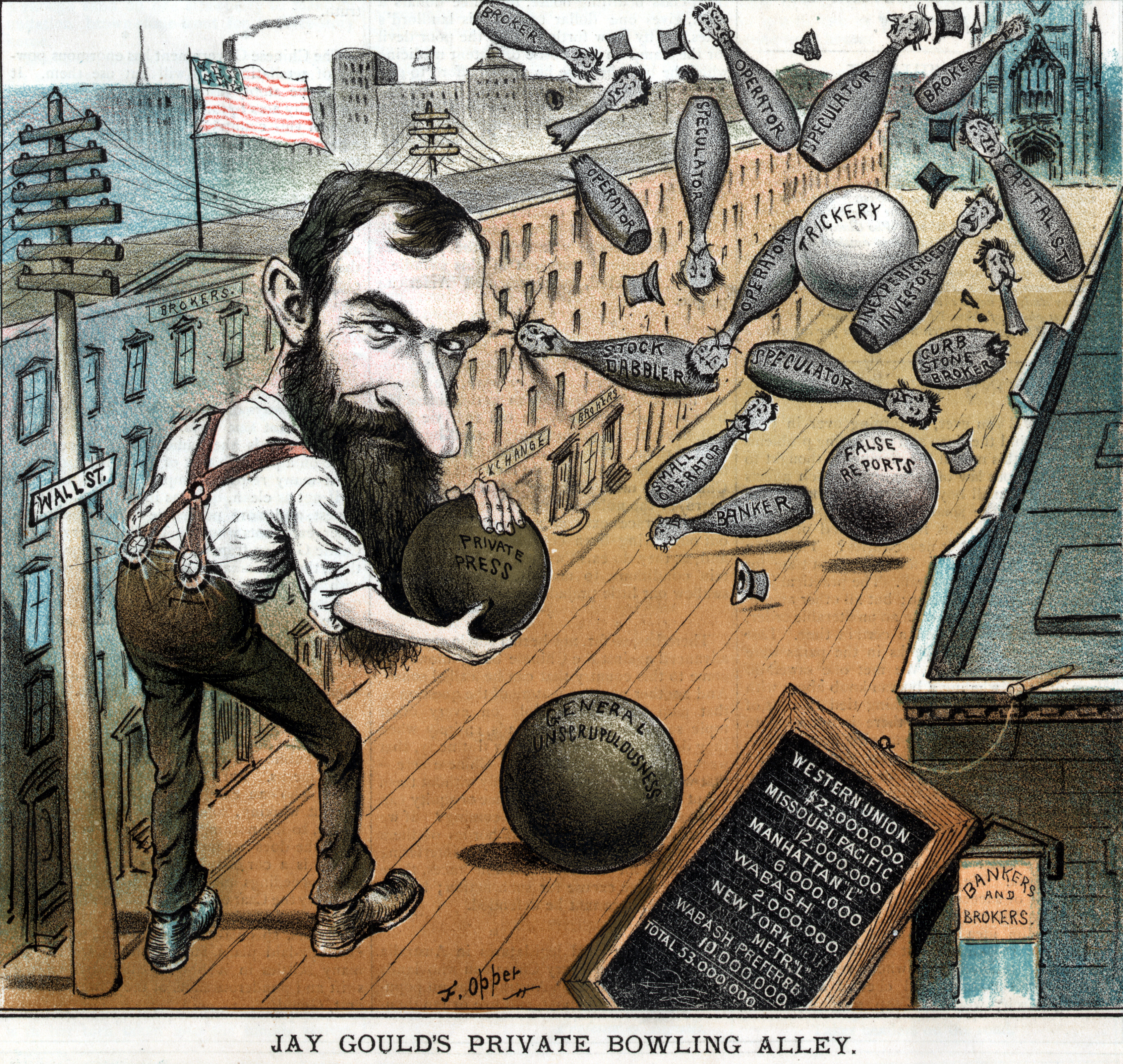
Viñeta que describe Wall Street como "La bolera privada de Jay Gould"

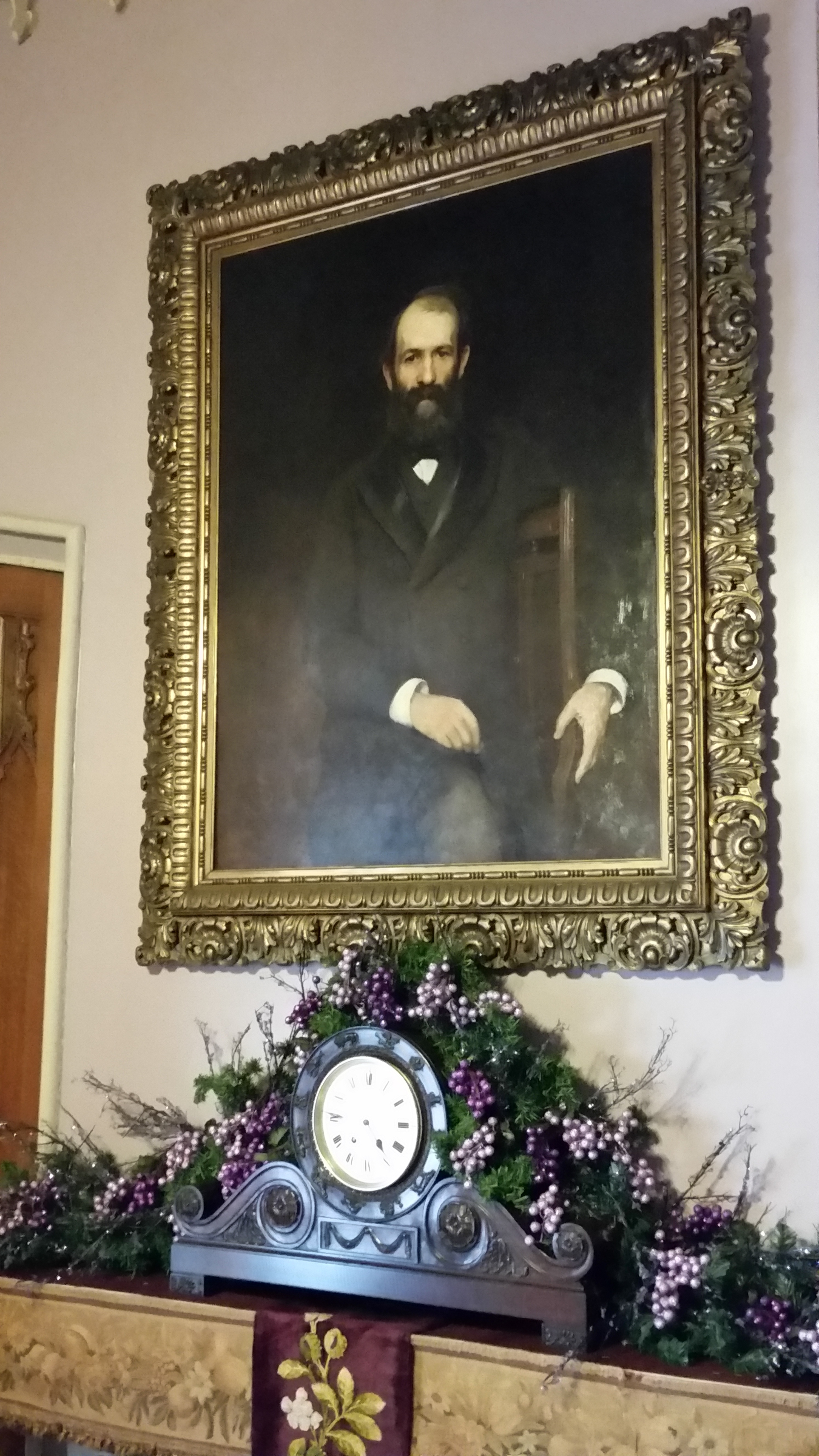
Retrato de Gould en su oficina en Lyndhurst. Gould adquirió la mansión en 1880.

Después de ser forzado a salir del Ferrocarril del Erie, Gould empezó a construir un sistema de ferrocarriles en el Medio Oeste y en el Oeste de los Estados Unidos. Tomó el control de la Union Pacific en 1873, cuando el precio de sus acciones había caído durante el Pánico de 1873, y organizó un ferrocarril viable dependiente de los fletes de los granjeros y agricultores locales. Gould se implicó personalmente en cada detalle operacional y financiero del sistema ligado al Union Pacific. Adquirió un conocimiento casi enciclopédico acerca de su ferrocarril, contribuyendo decisivamente a forjar su destino. "Revisó su estructura financiera, libró sus luchas competitivas, capitaneó sus batallas políticas, renovó su administración, formuló sus políticas de tarifas, y promovió el desarrollo de recursos a lo largo de sus líneas." Después de la muerte de Gould, la Union Pacific fue deslizándose hacia la bancarrota, declarada durante el Pánico de 1893.
Hacia 1879, Gould obtuvo el control de los tres ferrocarriles del oeste más importantes, incluyendo el Ferrocarril Misuri Pacífico. Controlaba 10 000 millas (16 000 km) de vías férreas, aproximadamente una novena parte de la longitud total del ferrocarril en los Estados Unidos en aquel tiempo, y hacia 1882, llegó a controlar el 15 por ciento. Gracias a los beneficios y al control tarifario del ferrocarril, su fortuna personal creció espectacularmente. Cuando Gould se retiró de la administración del Union Pacific en 1883 (entre controversias políticas sobre sus deudas con el Gobierno Federal), ya había obtenido un considerable beneficio para sí mismo. También dispuso del control de la compañía telegráfica Western Union, del cable transatlántico que comunicaba Estados Unidos con Gran Bretaña (James Gordon Bennett, Jr. intentó disputarle el monopolio creando la Commercial Cable Company), y después de 1881, del ferrocarril elevado de la Ciudad de Nueva York. En 1889, Gould organizó la Asociación del Ferrocarril Terminal de St. Louis, haciéndose con el control de un cuello de botella de paso obligado para el tráfico de ferrocarril entre el este y el oeste del país. Después del fallecimiento de Gould, el gobierno instauró medidas antimonopolísticas para eliminar el control del nudo ferroviario de San Luis.

## Vida personal

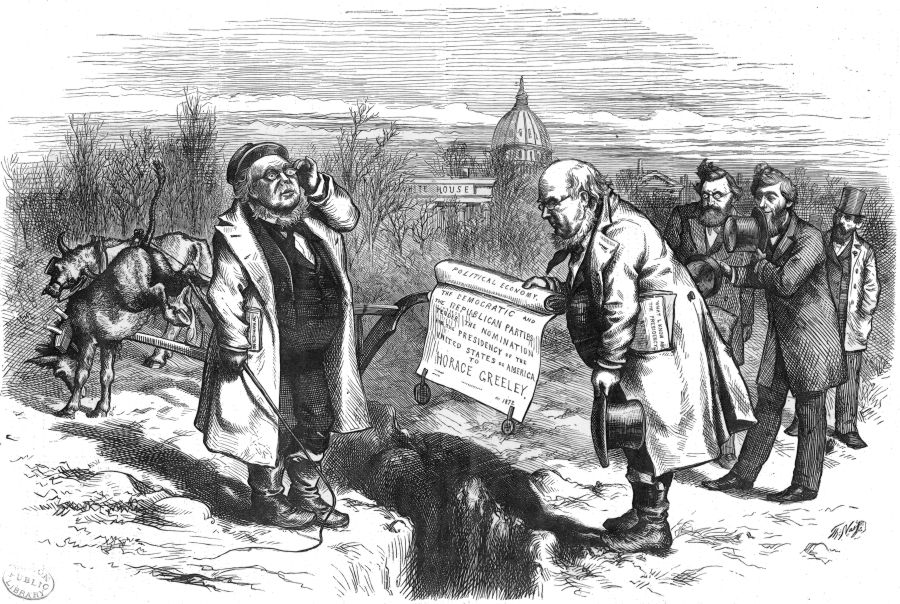
Jay Gould aparece al fondo a la derecha en esta viñeta de Thomas Nast publicada en el Harper's Weekly el 10 de febrero de 1872

### Religión
Gould era miembro de la Iglesia Presbiteriana del Oeste, situada en la confluencia de las calles 31 Oeste y 42, posteriormente fusionada con la congregación Park Presbyterian para formar la iglesia West-Park Presbyterian.

### Matrimonio
Se casó con Helen Day Miller (1838-1889) en 1863; la pareja tuvo seis hijos:
- George Jay Gould I (1864-1923), casado con Edith M. Kingdon (1864-1921)[19]
- Edwin Gould I (1866-1933), casado con Sarah Cantine Shrady[20]
- Helen Gould (1868-1938), casada con Finlay Johnson Shepard (1867-1942)[21]
- Howard Gould (1871-1959), casado con Viola Katherine Clemmons el 12 de octubre de 1898; y más tarde casado con la actriz Grete Mosheim en 1937[22]
- Anna Gould (1875-1961), casada con el conde Boni de Castellane (1867-1932); casada en segundas nupcias con Hélie de Talleyrand-Périgord, 5º duque de Talleyrand, 5º duque de Dino, 4º Herzog von Sagan, y Príncipe de Sagan (1858-1937)[23]
- Frank Jay Gould (1877-1956), casado con Helen Margaret Kelly; después con Edith Kelly (no relacionada con su primera mujer); y posteriormente con Florence La Caze (1895-1983)[24]

## Muerte

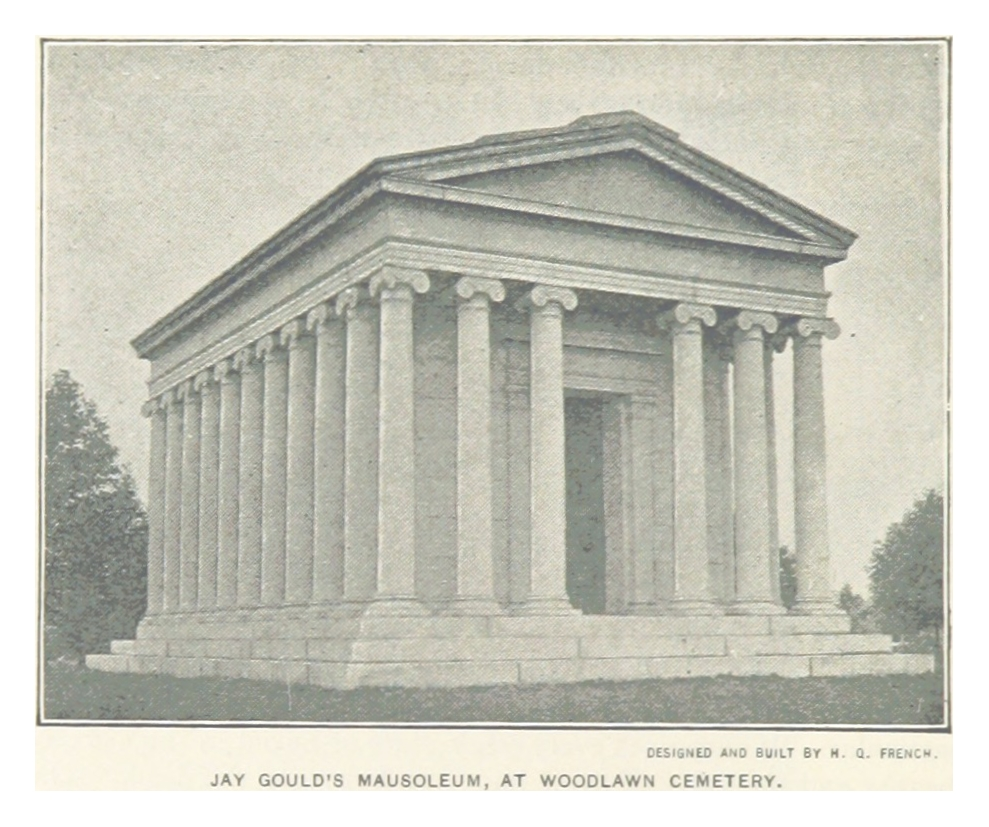
El mausoleo de Jay Gould

Gould murió de tuberculosis el 2 de diciembre de 1892. Fue enterrado en el Cementerio Woodlawn de El Bronx, Nueva York. Su fortuna fue estimada de forma conservadora en 72 millones de dólares a efectos fiscales. Dejó todas sus posesiones a su familia.
En sus últimos años, Gould fue benefactor en la reconstrucción de la Iglesia Reformada de Roxbury, Nueva York, ahora conocida como iglesia Jay Gould Memorial, dedicada al culto calvinista. Está situada en la Calle Principal del Distrito Histórico de Nueva York, y forma parte del listado del Registro Nacional de Lugares Históricos desde 1988. El mausoleo familiar fue diseñado por Francis O'Hara.

## Legado

### En la cultura popular
- Jay Gould es un personaje clave en el asesinato en el que se centra la novela histórica de misterio "The New Colossus" (El Nuevo  Coloso) de Marshall Goldberg (2014), en la que la reportera Nellie Bly es asignada por el editor Joseph Pulitzer para investigar en 1887 la muerte del poeta Emma Lazarus.[27]
- Es un personaje en el episodio final de la miniserie "The Adams Chronicles". El programa narra sus actividades con respecto al Ferrocarril Union Pacific dentro de la semblanza novelada de Charles Francis Adams II.
- El History Channel dedicó un capítulo a Jason Gould en el año 2012 de la serie documental "The Men Who Built America" (Los Hombres que Construyeron América).